# Them Bones
Them Bones – drugi singel amerykańskiego zespołu muzycznego Alice in Chains, promujący opublikowany we wrześniu 1992 album studyjny Dirt. Czas trwania utworu wynosi 2 minuty i 30 sekund, co czyni go, prócz „Untitled” (0:43), najkrótszą kompozycją wchodzącą w skład płyty. Autorem tekstu i kompozytorem jest Jerry Cantrell.
Singel ukazał się w dwóch formatach – na płycie winylowej (7” i 12”-calowej) oraz CD. W zależności od wersji, na stronach B zostały zamieszczone kompozycje z albumu Facelift (1990), minialbumu Sap (1992) i płyty Dirt.

## Analiza

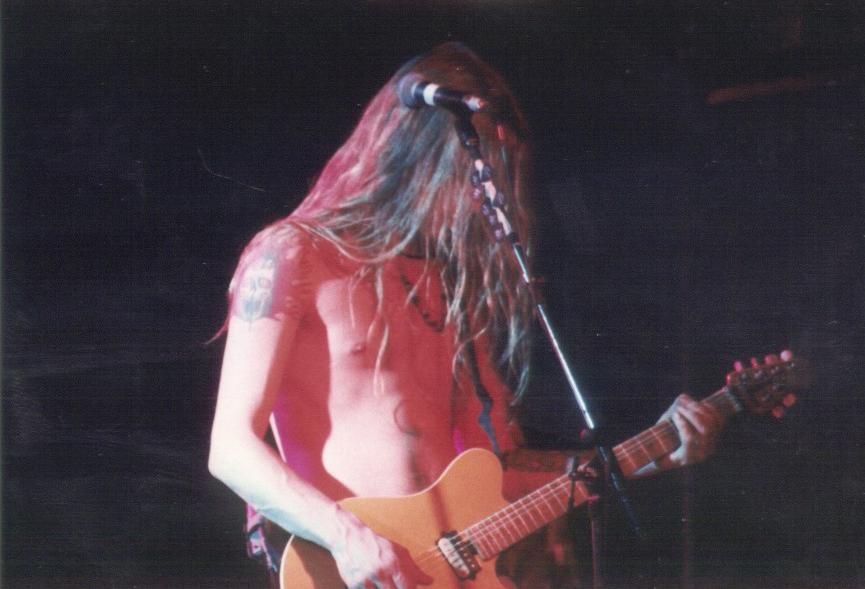
Tekst do utworu „Them Bones” był „muzyczną terapią” dla gitarzysty Jerry’ego Cantrella

Autor Jerry Cantrell w rozmowie z brytyjskim miesięcznikiem branżowym „Metal Hammer” odniósł się do interpretacji tekstu: „Ten utwór jest pełen emocji. Mówi o kwestii własnej śmierci oraz o tym, że trzeba sobie zdawać sprawę, iż nie żyje się wiecznie i zejście z tego świata jest nieuniknione. Śmierć jest przerażająca, ale od czasu do czasu należy z tym problemem stanąć twarzą w twarz. «Them Bones» miał mi pomóc oswoić się ze śmiercią”. W wywiadzie dla „Guitar School” muzyk przyznał: „Piosenka właściwie przypomina mi brzmienie «We Die Young», jest w niej naprawdę silny riff. Wielu ludzi ma kłopoty z odbiorem naszych tekstów, bo one nie są najłatwiejsze, są szorstkie, nieprzyjemne jak właśnie «Them Bones». Numer ten tak naprawdę nie traktuje o śmierci i umieraniu, raczej o radzeniu sobie z resztą czasu, jaka pozostała ci w życiu, kiedy koniec jest już bliski. To bardzo smutna rzecz, kiedy zdajesz sobie sprawę, że nie będziesz trwał wiecznie. Powinieneś próbować zrobić tyle rzeczy, ile tylko można, w czasie, który jest ci dany. To moja recepta na życie”. Cantrell podkreślił, że była to dla niego „muzyczna terapia”.
„Them Bones” został skomponowany w niskim strojeniu D (ang. drop D), obniżonym o pół tonu w dół, według schematu Db-Ab-Db-Gb-Bb-Eb. Charakteryzuje się on chromatycznością i jest zagrany w metrum 7/8, z wyjątkiem refrenu, gdzie jest to 4/4. Przy stosowaniu nieparzystego metrum, Cantrell na łamach pisma „Guitar World” przyznał, że nie przywiązywał do tego szczególnej wagi. Stwierdził, że po prostu przychodzi mu to w sposób naturalny. Główny riff muzyk skomponował w trakcie trwania Clash of the Titans w 1991. Charakterystyczne okrzyki Layne’a Staleya w początkowej sekwencji utworu, zostały zaimprowizowane przez wokalistę podczas pracy w studiu. „Them Bones” cechuje się także zharmonizowanymi liniami wokalnymi Staleya i Cantrella, które występują głównie w zwrotkach, oraz agresywnym i dynamicznym brzmieniem, połączonym z solową grą Cantrella.

## Teledysk
Koncept fabuły teledysku Rocky Schenck napisał 5 sierpnia 1992. Przed rozpoczęciem realizacji, przeszedł on kilka modyfikacji. Zdjęcia rozpoczęto 18 sierpnia w Raleigh Studios, mieszącym się przy 5300 Melrose Avenue w Hollywood na terenie Los Angeles. „Aby wizualnie podkreślić agresywność piosenki, chciałem, by ruchy kamery były ekstremalnie przyspieszone – szybciej niż można było osiągnąć przy użyciu zwykłego żurawia. Aby móc osiągnąć ten efekt, zsynchronizowałem ruchy warg muzyków i odtwarzałem ich instrumenty w zwolnionym tempie do utworu, który także był odtwarzany w zwolnionym tempie, z prędkością 12 klatek na sekundę. Następnie przenosiliśmy nagrany film z prędkością 24 klatek na sekundę, podwajając prędkość poruszania kamery i sprawiając, że występ zespołu nagrywany był z normalną prędkością” – wspominał reżyser. Edycją wideoklipu zajął się Joe Torcello, a procesem produkcji David Naylor. Zdaniem Schencka teledysk do „Them Bones” był „skomplikowany i trudny technicznie” w realizacji.
Fabuła przedstawia członków zespołu wykonujących utwór w jaskini znajdującej się pod Ziemią. Często ukazywane są sceny kałuży, w której odbija się twarz śpiewającego Staleya, oraz walczących bądź zjadających się wzajemnie zwierząt. Wideoklip dostępny jest na kompilacji Music Bank: The Videos (1999).

## Wydanie
„Them Bones” został opublikowany na singlu 8 września 1992 nakładem wytwórni Columbia. 8 marca 1993 singel z utworem ukazał się w rozszerzonej wersji – zawierającej dodatkowo kompozycje „We Die Young” (z debiutanckiego albumu studyjnego Facelift; 1990), „Got Me Wrong” i „Am I Inside” (pochodzące z minialbumu Sap; 1992) – na terenie Wielkiej Brytanii.
„Them Bones” w późniejszym czasie został zamieszczony na czterech kompilacyjnych albumach Alice in Chains – Nothing Safe: Best of the Box, Music Bank (oba z 1999), Greatest Hits (2001) oraz The Essential Alice in Chains (2006). W grudniu 2000 koncertowa wersja utworu, zarejestrowana 2 lipca 1996 w Kiel Center w Saint Louis, weszła w skład kompozycji zawartych na płycie Live.

## Odbiór

### Krytyczny

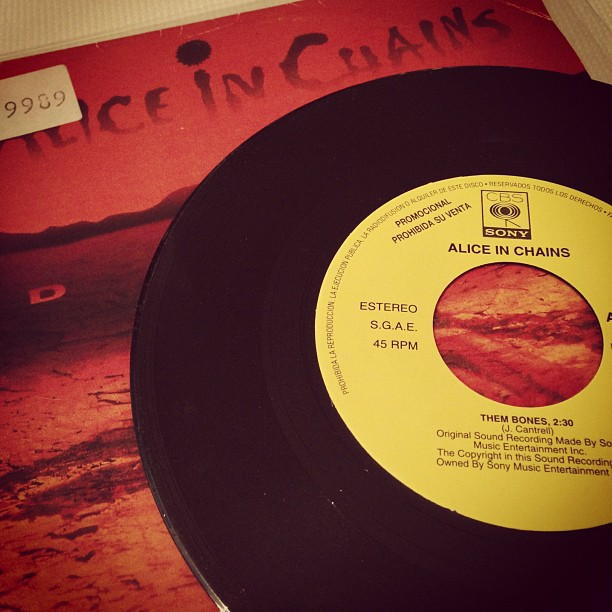
Winylowa wersja singla „Them Bones”

Ned Raggett z AllMusic przyznał, że „«Them Bones» jest to krótki utwór skoncentrowany i nieustępliwy, o potężnej mocy gitarowych riffów”. Autor porównał go do równie agresywnego i dynamicznego „We Die Young”, podkreślając przy tym, że „jeszcze bardziej imponujące było jak prowadzenie melodii wzrasta zamiast opadać, ale dzięki swej brutalnej sile i unikalnemu zduszonemu akcentowi Staleya, wciąż brzmi jak marsz śmierci”. Ric Albano z magazynu „Classic Rock” wyróżnił kompozycję, pisząc: „W jednej chwili wybuchowy początek. Piosenka buduje napięcie poprzez kolejne wersy”. Jeff Gilbert z „Guitar World” przyznał, że „otwierający «Them Bones» charakteryzuje się „burzącym oraz kapitalnym akordem”. Don Kyle na łamach brytyjskiego „Kerrang!” opisał go jako „krótki, ostry wstrząs podobny do «We Die Young»”. Chad Childers z Loudwire określił „Them Bones” mianem jednego z najlepszych utworów w dorobku zespołu, zaznaczając jednocześnie charakterystyczny śpiew Staleya i agresywne partie gitar Cantrella. Michael Christopher z PopMatters napisał o kompozycji: „Dwie i pół minuty wściekłego krzyku i opatentowanej harmonizacji między Staleyem i Cantrellem oraz wręcz nieustające ciężkie riffy”.

### Komercyjny
17 października 1992 „Them Bones” zadebiutował na 32. lokacie w notowaniu opracowywanym przez tygodnik „Billboard” – Album Rock Tracks. 21 listopada, po sześciu tygodniach obecności na wspomnianej liście przebojów, utwór uplasował się na 24. miejscu. Łącznie „Them Bones” notowany był przez dziewięć tygodni. 28 listopada singel osiągnął 30. lokatę na liście „Billboardu” Modern Rock Tracks. Kompozycja Alice in Chains została odnotowana również na 93. pozycji australijskiej listy Top 100 Singles Chart. 11 marca 1993 zadebiutowała w irlandzkim zestawieniu Top 100 Singles. Singel notowany był przez cztery tygodnie, docierając do 22. lokaty. 20 marca „Them Bones” uplasował się na 26. lokacie brytyjskiego notowania Official Singles Chart Top 75. 3 kwietnia został sklasyfikowany na 76. miejscu listy European Hot 100, opracowywanej na podstawie sprzedaży singla w piętnastu krajach Europy.

### Wykorzystanie utworu
W 1994 „Them Bones” został użyty w angielskiej wersji Street Fighter II: The Animated Movie. W 2001 kompozycja weszła w skład ścieżki dźwiękowej gry wyścigowej ATV Offroad Fury. Dwa lata później, wraz z „Would?”, „Them Bones” został użyty w grze True Crime: Streets of LA. W 2004 kompozycja została wykorzystana w filmie dokumentalnym Ujarzmić fale w sekcji o surfingowaniu. W tym samym roku „Them Bones” wszedł w skład Grand Theft Auto: San Andreas, gdzie można go usłyszeć w Radiu X. Także w 2006 „Them Bones” wszedł w skład listy Guitar Hero II. W 2010 kompozycja została wykorzystana w grze Madden NFL 10. W październiku 2017 singel, będąc częścią zestawu Alice In Chains Pack 03, został udostępniony jako zawartość do pobrania na platformy Xbox One i PlayStation 4 dla gry Rock Band 4.

### Zestawienia
W 2011 witryna gibson.com sklasyfikowała utwór na 39. pozycji zestawienia „50 najlepszych metalowych utworów”. Autor Sean Patrick Dooley napisał, że jest to „metalowe arcydzieło”. Michael Danaher z magazynu „Paste” umieścił kompozycję na 16. lokacie w rankingu „50 najlepszych grunge’owych utworów w historii”. Swój wybór argumentował: „Skowyt Staleya z mięsistymi metalowymi riffami Cantrella, to zapowiedź czegoś wielkiego”.
| Rok  | Tytuł                                            | Publikacja | Pozycja | Źródło |
| ---- | ------------------------------------------------ | ---------- | ------- | ------ |
| 2011 | „50 najlepszych metalowych utworów”              | gibson.com | 39      | [ 45 ] |
| 2014 | „50 najlepszych grunge’owych utworów w historii” | „Paste”    | 16      | [ 3 ]  |

## Utwór na koncertach
„Them Bones” został po raz pierwszy wykonany na żywo 27 sierpnia 1992 podczas koncertu w The Evergreen State College na terenie miasta Olympia, w ramach przedpremierowej mini trasy Shitty Cities Tour, poprzedzającej tournée Down in Your Hole Tour. W trakcie jego trwania, zespół swoje występy rozpoczynał od „Them Bones”. Od momentu reaktywacji zespołu w 2005, utwór regularnie prezentowany jest podczas koncertów.

## Lista utworów na singlu
singel CD (CSK 4769):
| Nr | Tytuł utworu | Autorzy        | Długość |
| -- | ------------ | -------------- | ------- |
| 1. | „Them Bones” | Jerry Cantrell | 2:30    |

singel CD (COL 658450 2):
| Nr | Tytuł utworu         | Autorzy                             | Długość |
| -- | -------------------- | ----------------------------------- | ------- |
| 1. | „Them Bones”         | Cantrell                            | 2:30    |
| 2. | „Bleed the Freak”    | Cantrell                            | 4:01    |
| 3. | „It Ain’t Like That” | Cantrell • Mike Starr • Sean Kinney | 4:37    |
|    |                      |                                     | 11:08   |

singel CD (31-659090-7):
| Nr | Tytuł utworu   | Autorzy  | Długość |
| -- | -------------- | -------- | ------- |
| 1. | „Them Bones”   | Cantrell | 2:30    |
| 2. | „We Die Young” | Cantrell | 2:32    |
|    |                |          | 5:02    |

winyl 7” (ARIC – 157):
| Nr | Tytuł utworu | Autorzy  | Długość |
| -- | ------------ | -------- | ------- |
| 1. | „Them Bones” | Cantrell | 2:30    |

winyl 12” (XPR 1848):
Strona A:
| Nr | Tytuł utworu | Autorzy  | Długość |
| -- | ------------ | -------- | ------- |
| 1. | „Them Bones” | Cantrell | 2:30    |

Strona B:
| Nr | Tytuł utworu     | Autorzy  | Długość |
| -- | ---------------- | -------- | ------- |
| 1. | „Down in a Hole” | Cantrell | 5:38    |
| 2. | „Would?”         | Cantrell | 3:27    |
|    |                  |          | 9:05    |

singel CD (659090 2):
| Nr | Tytuł utworu   | Autorzy                 | Długość |
| -- | -------------- | ----------------------- | ------- |
| 1. | „Them Bones”   | Cantrell                | 2:30    |
| 2. | „We Die Young” | Cantrell                | 2:32    |
| 3. | „Got Me Wrong” | Cantrell                | 4:12    |
| 4. | „Am I Inside”  | Layne Staley • Cantrell | 5:09    |
|    |                |                         | 14:23   |

winyl 12” (659090 6):
Strona A:
| Nr | Tytuł utworu   | Autorzy  | Długość |
| -- | -------------- | -------- | ------- |
| 1. | „Them Bones”   | Cantrell | 2:30    |
| 2. | „We Die Young” | Cantrell | 2:32    |
|    |                |          | 5:02    |

Strona B:
| Nr | Tytuł utworu   | Autorzy           | Długość |
| -- | -------------- | ----------------- | ------- |
| 1. | „Got Me Wrong” | Cantrell          | 4:12    |
| 2. | „Am I Inside”  | Staley • Cantrell | 5:09    |
|    |                |                   | 9:21    |

## Personel
Opracowano na podstawie materiału źródłowego:
|  | Alice in Chains - Layne Staley – śpiew - Jerry Cantrell – gitara rytmiczna, gitara prowadząca, wokal wspierający - Mike Starr – gitara basowa - Sean Kinney – perkusja | Produkcja - Producent muzyczny: Dave Jerden - Inżynier dźwięku: Bryan Carlstrom - Miksowanie: Dave Jerden w Eldorado Recording Studios, Los Angeles, asystent: Annette Cisneros - Mastering: Steve Hall i Eddy Schreyer w Future Disc, Hollywood |

## Notowania i certyfikaty
| Lista (1992–1993)                               | Pozycja |
| ----------------------------------------------- | ------- |
| Australia Alternative Top 20 Chart (Australia)  | 14      |
| Album Rock Tracks (Stany Zjednoczone)           | 24      |
| European Hot 100 (Europa)                       | 76      |
| Modern Rock Tracks (Stany Zjednoczone)          | 30      |
| Official Singles Chart Top 75 (Wielka Brytania) | 26      |
| Top 100 Singles (Irlandia)                      | 22      |
| Top 50 Singles (Australia)                      | 93      |

| Państwo                  | Certyfikat      | Sprzedaż   |
| ------------------------ | --------------- | ---------- |
| Nowa Zelandia (RIANZ)    | złota płyta     | 15 000+    |
| Stany Zjednoczone (RIAA) | platynowa płyta | 1 000 000+ |

## Interpretacje
- Szwedzki zespół Grave nagrał cover „Them Bones” na albumie studyjnym As Rapture Comes (2006)[53].
- Belgijska formacja Oceans of Sadness zarejestrowała cover na albumie Mirror Palace (2007)[54].
- Belgijski zespół Rise and Fall wykonał własną interpretację utworu na minialbumie Clawing (2007)[55].
- Amerykański zespół Suicide Silence zarejestrował cover „Them Bones”, i zamieścił go w formie bonusu iTunes na albumie No Time to Bleed (2009)[56].
- Niemiecki zespół Secrets of the Moon nagrał cover utworu na singlu „Them Bones & This Inner Soil”, wydanym w limitowanym nakładzie 500 sztuk w 2010[57].
- Włoski muzyk Alex De Rosso na albumie studyjnym Lions & Lambs w 2013 zamieścił własną interpretację „Them Bones”[58].
- Zespół The Hellcat Saints, stworzony przez Dave’a Kushnera, wykonał cover utworu podczas uroczystości promującej grę Let It Die na Electronic Entertainment Expo 3 14 czerwca 2016[59].
- Zespół Fishbone zaprezentował własną interpretację „Them Bones” podczas  internetowej ceremonii uhonorowania Alice in Chains przez Museum of Pop Culture nagrodą Founders Award 1 grudnia 2020[60].